# Wormaldia subnigra
Wormaldia subnigra là một loài Trichoptera trong họ Philopotamidae. Chúng phân bố ở miền Cổ bắc.